# ジェイミー・パターソン
ジェイミー・パターソン（Jamie Paterson 、1991年12月20日 - ）は、イングランド・コヴェントリー出身のプロサッカー選手。シャーロットFC所属。ポジションはFW。

## 経歴

### ウォルソール
2010年8月31日、フットボールリーグトロフィーのチェスターフィールドFC戦でプロチームデビュー。2011年11月5日のハダースフィールド・タウンFC戦でプロ初ゴールを決めた。

### ノッティンガム
2013年7月2日、ノッティンガム・フォレストFCと3年契約を結んだ。移籍金は推定で100万ポンド以上。
2015年9月1日、ハダースフィールド・タウンFCに1シーズンの契約でレンタル移籍。

### ブリストル・シティ
2016年8月27日、ブリストル・シティFCに3年契約で移籍。
2019年8月8日、ダービー・カウンティFCにレンタル移籍。

### スウォンジー・シティ
2021年8月6日、スウォンジー・シティAFCと1年契約（12か月延長オプション）を結んだ。

### シャーロットFC
2024年8月22日、シャーロットFCに移籍した。

## 人物
両親は共にスコットランド人。